# Erwin Walter

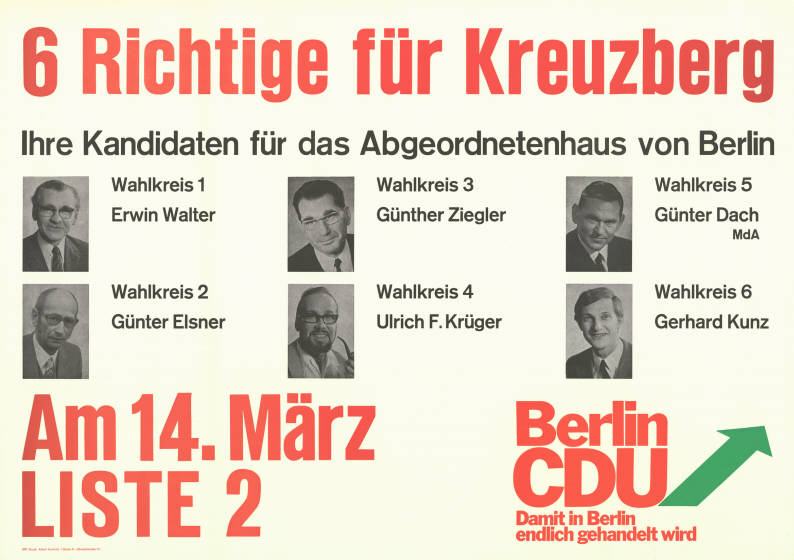
Wahlplakat der CDU Kreuzberg zur Wahl 1971

Erwin Walter (* 14. September 1912 in Berlin; † 13. Februar 1998 ebenda) war ein deutscher Politiker (CDU).
Erwin Walter besuchte eine Volksschule und machte eine Lehre als Werkzeugmacher. Er trat 1928 dem Windthorstbund bei und machte seine Gesellenprüfung. Nach dem Besuch eines Technikums arbeitete er als Konstrukteur. Er wurde von der Wehrmacht eingezogen.
Nach dem Zweiten Weltkrieg wurde Walter 1945 wieder Werkzeugmacher und Konstrukteur und trat im folgenden Jahr der CDU bei. Bei der Berliner Wahl 1950 wurde er in die Bezirksverordnetenversammlung (BVV) im Bezirk Kreuzberg gewählt. Bei der Wahl 1958 wurde er in das Abgeordnetenhaus von Berlin gewählt, dem er zunächst bis 1967 angehörte. Nach einer Legislaturperiode in der BVV Kreuzberg wurde er 1971 erneut in das Abgeordnetenhaus gewählt und schied 1975 endgültig aus dem Parlament aus.